# Cristo uomo dei dolori
Cristo uomo dei dolori è un dipinto del pittore veronese Paolo Farinati, realizzato con la tecnica della pittura a olio su tela, conservato presso il museo di Castelvecchio a Verona.
L'attribuzione a Paolo Farinati può essere considerata certa in quanto in basso a destra vi è disegnata una chiocciola, simbolo con cui spesso l'artista firmava le sue opere, mentre un'iscrizione sul retro lo data al 1581, coerentemente con l'analisi dello stile che la riconduce alla produzione matura dell'artista.
Non si conosce l'originaria collocazione o chi abbia commissionato l'opera, che è entrata a far parte delle collezioni dei musei civici nel 1905 dopo essere stata donata dal pittore e scultore veronese Ugo Zannoni.

## Descrizione
In primo piano sta la figura del Cristo sofferente mentre sullo sfondo in piccolo vi è san Pietro, riconoscibile dal gallo, nell'atto di chiedere perdono per la sua azione. La critica ha suggerito che l'ispirazione possa venire dalla Piccola Passione di Albrecht Dürer.